# 徐祖信
徐祖信（1956年4月—），女，江西萍乡人，中国环境治理专家，同济大学环境科学与工程学院教授，中国工程院院士。

## 生平
1977年至1988年，就读于河海大学，先后攻读水动、水力学、水力学及河流动力学等专业，并分别获得学士、硕士、博士学位。
1988年至1993年，在河海大学任教，先后担任副教授（1991年晋升）、教授（1996年晋升）、博士生导师（1998年被评定）。
1993年至1995年，在意大利罗马大学做访问学者。
1995年至1997年，在同济大学环境科学与工程学院从事博士后研究工作。
1997年，在同济大学环境科学与工程学院任教。
2000年4月，任上海市环境保护局副局长。2003年4月，升为局长。
2007年9月，担任上海市科学技术委员会副主任。
2019年11月，当选为中国工程院院士。